# Министерство туризма Индии
Министерство туризма Индии отвечает за разработку норм, правил и законов, касающихся развития и продвижения туризма в Индии. По состоянию на январь 2011 года, главой министерства является министр Кабинета Субодх Кант Сахай. Индия выделилась на Всемирной туристской выставке 2011 года в Лондоне, выиграв две международные награды — «Лидер в области туризма» и «Невероятная Индия».